# UBE2E3
UBE2E3 (англ. Ubiquitin conjugating enzyme E2 E3) – білок, який кодується однойменним геном, розташованим у людей на короткому плечі 2-ї хромосоми.  Довжина поліпептидного ланцюга білка становить 207 амінокислот, а молекулярна маса — 22 913.
| 10         |  | 20         |  | 30         |  | 40         |  | 50         |
| ---------- |  | ---------- |  | ---------- |  | ---------- |  | ---------- |
| MSSDRQRSDD |  | ESPSTSSGSS |  | DADQRDPAAP |  | EPEEQEERKP |  | SATQQKKNTK |
| LSSKTTAKLS |  | TSAKRIQKEL |  | AEITLDPPPN |  | CSAGPKGDNI |  | YEWRSTILGP |
| PGSVYEGGVF |  | FLDITFSSDY |  | PFKPPKVTFR |  | TRIYHCNINS |  | QGVICLDILK |
| DNWSPALTIS |  | KVLLSICSLL |  | TDCNPADPLV |  | GSIATQYLTN |  | RAEHDRIARQ |
| WTKRYAT    |  |            |  |            |  |            |  |            |

A: Аланін

C: Цистеїн

D: Аспарагінова кислота

E: Глутамінова кислота

F: Фенілаланін

G: Гліцин

H: Гістидин

I: Ізолейцин

K: Лізин

L: Лейцин

M: Метіонін

N: Аспарагін

P: Пролін

Q: Глутамін

R: Аргінін

S: Серин

T: Треонін

V: Валін

W: Триптофан

Кодований геном білок за функціями належить до трансфераз, фосфопротеїнів. 
Задіяний у таких біологічних процесах як убіквітинування білків, регуляція росту, поліморфізм, ацетиляція. 
Білок має сайт для зв'язування з АТФ, нуклеотидами. 
Локалізований у цитоплазмі, ядрі.